# Doris Hart

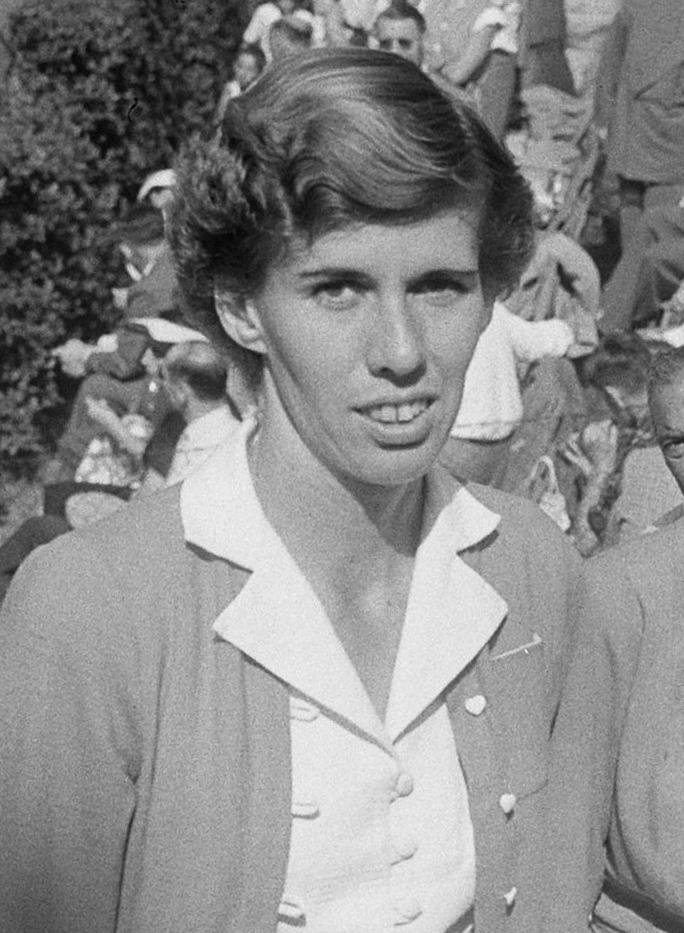
Doris Hart 1953.

Doris Jane Hart, född 20 juni 1925 i Saint Louis i Missouri, död 29 maj 2015 i Coral Gables i Florida, var en amerikansk tennisspelare som vann en Grand Slam i singel, dubbel och mixed dubbel.
Doris Hart upptogs 1969 i International Tennis Hall of Fame.

## Tenniskarriären
Doris Hart är en av de absolut främsta kvinnliga tennisspelarna genom tiderna. Under perioden 1946-56 rankades hon bland de 10 bästa spelarna i världen, och 1951 som nummer ett. 
Hon vann 1949-55 totalt 35 Grand Slam-titlar, varav sex i singel, 14 i dubbel och 15 i mixed dubbel.
Sin första singeltitel i en GS-turnering vann hon i Australiska mästerskapen (finalseger över australiskan Nancye Wynne Bolton). Hon vann sedan Franska mästerskapen 1950 (finalseger över Pat Todd) och 1952 (finalseger över landsmaninnan Shirley Fry, 6-4, 6-4). På sitt tredje försök vann hon 1951 singeltiteln i Wimbledonmästerskapen, också den genom finalseger över Shirley Fry (6-1, 6-0) i en match som varade bara i 34 minuter. Amerikanska mästerskapen vann hon 1954 (finalseger över Louise Brough, 6-8, 6-1, 8-6) och sista gången 1955 (finalseger över Patricia Ward), efter att tidigare ha förlorat fyra finaler i den turneringen.
Doris Hart vann dubbeltiteln i alla fyra GS-turneringar, de flesta segrarna (10) vann hon tillsammans med Shirley Fry, två med Patricia Todd och en med Louise Brough. Mixed dubbel-titlarna vann hon tillsammans med Frank Sedgman och Vic Seixas.
År 1951 tog hon en triple crown i Wimbledon, liksom i Franska mästerskapen (1952) och i Amerikanska mästerskapen (1954). Triple crown innebär seger i singel, dubbel och mixed dubbel i en turnering samma säsong.
Hart vann singeltiteln i Italienska mästerskapen i Rom 1951 och 1953. Hon spelade i det amerikanska laget i Wightman Cup 1946-55 och var lagkapten för USA:s segrande lag 1970.

## Spelaren och personen
I samband med att hon som barn lärde sig gå, drabbades hon av en allvarlig infektion i höger knä (dock inte polio som ofta påståtts). Det har sagts att en specialist rekommenderade föräldrarna en amputation. Denna genomfördes dock inte. Efter ett antal operationer läkte infektionen så småningom ut. Hon började spela tennis vid sex års ålder som ett led i rehabiliteringen av sin knäskada. Trots att Doris Hart för framtiden fick besvär i form av nedsatt rörlighet i höger ben, lyckades hon, bland annat med hjälp av sin tennisspelande äldre bror, Bud Hart, lära sig tennisspelet och så småningom tillhöra världseliten. 
Den begränsade rörelseförmågan var uppenbarligen inget påtagligt hinder för hennes spel. Hon slog klassiska grundslag med stor elegans och rörde sig närmast majestätiskt på banan, vilket medförde att publiken knappast uppfattade hennes rörelsehinder. Hon var en komplett spelare, hennes serve var en av de bästa genom tiderna, och hennes stoppbollar var av mycket hög klass. Som en följd av sin nedsatta rörelseförmåga spelade hon ogärna bakom baslinjen, vilket innebar att hon ofta fick returnera motståndarens djupa bollar med halvvolley, det vill säga grundslag slagna med bollträff nära marken omedelbart efter studs. Halvvolley betraktas som mycket svåra slag, men hon var mycket säker på dessa, som hon tidigt övat in tillsammans med sin bror. 
Hart är en av de få spelare som någonsin lyckades besegra Maureen Connolly, vilket hon gjorde vid två tillfällen i olika turneringar. 
Hart blev professionell spelare 1956.

## Grand Slam-finaler, singel (18)

### Titlar (6)
| År   | Mästerskap                   | Finalmotståndare    | Setsiffror    |
| 1949 | Australiska mästerskapen     | Nancye Wynne Bolton | 6-3, 6-4      |
| 1950 | Franska mästerskapen         | Patricia Todd       | 6-4, 4-6, 6-2 |
| 1951 | Wimbledonmästerskapen        | Shirley Fry         | 6-1, 6-0      |
| 1952 | Franska mästerskapen (2)     | Shirley Fry         | 6-4, 6-4      |
| 1954 | Amerikanska mästerskapen     | Louise Brough       | 6-8, 6-1, 8-6 |
| 1955 | Amerikanska mästerskapen (2) | Patricia Ward       | 6-4, 6-2      |

### Finalförluster (engelska: runner-ups) (12)
| År   | Mästerskap               | Finalmotståndare        | Setsiffror    |
| 1946 | AMerikanska mästerskapen | Pauline Betz            | 11-9, 6-3     |
| 1947 | Franska mästerskapen     | Patricia Todd           | 6-3, 3-6, 6-4 |
| 1947 | Wimbledonmästerskapen    | Margaret Osborne duPont | 6-2, 6-4      |
| 1948 | Wimbledonmästerskapen    | Louise Brough           | 6-3, 8-6      |
| 1949 | Amerikanska mästerskapen | Margaret Osborne duPont | 6-3, 6-1      |
| 1950 | Australiska mästerskapen | Louise Brough           | 6-4, 3-6, 6-4 |
| 1950 | Amerikanska mästerskapen | Margaret Osborne duPont | 6-4, 6-3      |
| 1951 | Franska mästerskapen     | Shirley Fry             | 6-3, 3-6, 6-3 |
| 1952 | Amerikanska mästerskapen | Maureen Connolly        | 6-3, 7-5      |
| 1953 | Franska mästerskapen     | Maureen Connolly        | 6-2, 6-4      |
| 1953 | Wimbledonmästerskapen    | Maureen Connolly        | 8-6, 7-5      |
| 1953 | Amerikanska mästerskapen | Maureen Connolly        | 6-2, 6-4      |

## ÖvrigaGrand Slam-titlar
- Australiska mästerskapen
  - Dubbel - 1950
  - Mixed dubbel - 1949, 1950
- Franska mästerskapen
  - Dubbel - 1948, 1950, 1951, 1952, 1953
  - Mixed dubbel - 1951, 1952, 1953
- Wimbledonmästerskapen
  - Dubbel - 1947, 1951, 1952, 1953
  - Mixed dubbel - 1951, 1952, 1953, 1954, 1955
- Amerikanska mästerskapen
  - Dubbel - 1951, 1952, 1953, 1954
  - Mixed dubbel - 1951, 1952, 1953, 1954, 1955